# 최민정
최민정(崔珉楨, 1998년 9월 9일~)은 대한민국의 쇼트트랙 선수이다. 여자 1500m 세계 기록 보유자이다. 2018년 동계 올림픽 여자 1500m, 여자 3000m 계주에서 금메달을 획득하였다. 2022년 동계 올림픽에서는 여자 1000m 종목에서 은메달, 여자 1500m에서 금메달, 여자 3000m 계주에서 은메달을 획득하였다.

## 생애
최민정은 서울에서 태어나 6세 때 처음 스케이트를 탔다. 한 겨울 방학 캠프에서 빙판 위를 누볐다. 본격적으로 선수의 길을 걸은 시점은 초등학교 3학년 때다. 그 후 시니어 데뷔 무대였던 2015년 3월 러시아 모스크바 세계 쇼트트랙 선수권 대회에서 1500m에서 동메달, 500m에서 4위, 1000m와 3000m 슈퍼파이널에서 각각 금메달을 획득하며 개인 종합 우승을 차지하였다. 3000m 계주에서도 금메달을 획득하며 종합우승으로 이름을 알렸다. 이듬해인 2016년에도 세계선수권대회 2연승를 달성하며 승승장구한다. 대한민국에서는 심석희와 함께 올림픽 기대주로 평가받았다. 2017년 2월 그는 자신이 자라온 성남시의 성남시청 빙상단에 2년 계약으로 입단한다. 연세대학교에도 입학 예정이었지만 성남시청 빙상단에서 하기로 한 것이다. 그리고 열린 2017년 동계 아시안 게임에서 그녀는 1,500m에서 금메달, 3,000m 계주에서 금메달, 1,000m에서 은메달 그리고 500m에서 동메달을 획득한다.
그러나 세계선수권대회 3연패를 노리던 2017년 3월, 네덜란드에서 열린 2017 세계선수권대회에서 최악의 불운에 겪는다. 1,500ｍ 결승에서 넘어졌고, 500ｍ와 1,000ｍ에서 잇달아 실격 판정을 받아 개인 종합 6위로 밀려, 2018년 동계 올림픽 직행 티켓을 놓친 것이다. 다행히 국가대표 선발전에서 1위를 차지하며 2018 평창올림픽에 참가권을 획득하게 된다. 그리고 1차 월드컵 4관왕, 2차 월드컵 1,500m 금메달을 목에 걸고 대한민국 쇼트트랙의 여자 에이스로 입지를 다졌다.
2018년 평창 올림픽에서 1500m·3000m계주에서 2개의 금메달을 흭득하여 2관왕을 달성했다.
2022년 베이징 동계 올림픽에서 1000m 은메달, 1500m 금메달을 획득했다. 이로서 1500m는 평창과 베이징 올림픽 2연패 달성이다.

## 2018 평창 동계 올림픽
2018년 평창에서 열린 2018 동계올림픽에 최민정이 참가하였다. 이 올림픽은 최민정의 생애 첫 올림픽 출전이라는 영광의 올림픽이 되었다.

### 500m
최민정은 준결승까지 올림픽 기록 42.422라는 기록을 세웠지만 결승전에서 2위로 들어왔지만 캐나다 킴부탱에게 방해를 했다며 실격되어 메달을 따지 못했다.

### 1000m
준결승에서 3위로 들어왔지만 중국 선수가 밀었다고 판정되어 결승 진출하였다. 하지만 결승에서 추월 도중에 심석희 선수와 부딪혀 넘어지며 4등으로 결승점을 도착했다.

### 1500m
이 종목은 최민정의 주종목이며 준결승에도 1등으로 들어와 결승 진출을 하여 결승에서 2위와 격차를 벌리며(심지어 그 길이가 9m) 결승점에 통과해 대한민국 여자 첫 금메달을 얻었다.

### 3000m계주
대한민국은 출전한 이후 1번 빼고는 모두 금메달을 차지하였다. 이번에도 대한민국이 중국과 캐나다의 반칙에도 불구하고 금메달을 목에 걸었다.

## 학력
- 분당초등학교 졸업
- 서현중학교 졸업
- 서현고등학교 졸업
- 연세대학교 스포츠응용산업학과 재학

## 2018/19시즌
최민정은 2018/19시즌에서는 2018세계선수권에서 우승했다는 의미로 헬멧번호를 1번으로 달았다.최민정은 캐나다 캘거리에서 열린 월드컵 1차에서는 다소 부족한 모습을 보이며 은메달 1개 동메달 1개로 끝냈다. 하지만 미국에서 열리는 2차는 확실히 다른 모습을 보여주며 금메달 2개를 따, 쇼트트랙 여제라는 모습을 보였다.다음 카자흐스탄 알마티에서 열리는 3차에서 빙질이 좋지 않아 1500(1)m에서는 5등으로 밀렸다. 하지만 다음날, 1500(2)m에서는 전날처럼 빙질이 최악이었지만 금메달을 땄고, 다음 혼성계주에서도 힘을 내며 은메달을 땄다. 하지만 다음 여자계주에서 도착선 앞에서 넘어지며 발목 인대 부상이라는 부상에 당한다.결국 금메달 1개 은메달2개로 마무리를 했다. 5차는 개인종목은 메달을 따지 못했고 계주에서 페널티를 받아, 노메달로 끝냈다. 6차 에서는 그나마 좋은 모습을 보여 은메달을 얻었고 계주에서는 페널티를 받았다. 2019 세계 쇼트트랙 선수권 대회 에서는 부상에서 벗어난 모습을 보이며 금메달 1500m에서 땄고 개인 종합 2위로 19/20시즌 국가대표로 자동 선발되었다.

## 2019/20시즌
이번 시즌은 다른 압도적인 모습과는 달리 부진한 모습이 많이 보였다. 하지만 사대륙 선수권 대회에서 모든 종목에서 금메달을 획득 하며 다시 최민정 다운 모습을 보여주었다 하지만 5차는 다시 부족한 모습을 보여주었다. 6차는 컨디션이 좋지 않아서 불참을 하였다 이제 2020 세계선수권만 남았다. 지금 이 경기에 최민정이 주목 되고 있다
하지만 코로나19 바이러스로 현재 세계 선수권이 취소되어 결국 19-20시즌은 끝이 난다

## 같이 보기
- 심석희
- 김아랑
- 이유빈
- 김예진
- 김지유
- 전이경
- 진선유
- 최은경
- 박승희
- 김건희